# 1931年南斯拉夫宪法
1931年南斯拉夫宪法是南斯拉夫王國颁布的第二部也是最后一部宪法。该宪法于1931年9月3日颁布。1931年南斯拉夫宪法共有12章、120项条款。1941年4月6日，轴心国入侵南斯拉夫（南斯拉夫戰役），4月17日，南斯拉夫皇家軍隊投降。1931年南斯拉夫宪法失去效力。此後也沒有恢復。